# Johan Jacob Bruun
Johan Jacob Bruun, né le 30 novembre 1715 à Slagelse et mort le 4 janvier 1789 à Hillerød, est un peintre danois. Travaillant souvent à la gouache, il est surtout connu pour ses perspectives topographiques qui annoncent le développement d'une peinture de paysage danoise.

## Biographie
Johan Jacob Bruun naît en 1715 à Slagelse. Il est apprenti chez le peintre Johan Herman Coning et enseigne la peinture de miniatures. Entre 1737 et 1769, il exécute plus de 1 000 gouaches, aquarelles et dessins à la touche représentant des villes, des châteaux et d'autres motifs.
Il participe à la rédaction de Hafnia Hodierna (1746) et de Den Danske Vitruvius (1746-49) de Lauritz de Thurah. Lorsque ses contributions ne sont pas incluses dans l'Atlas de Frédéric V, il reçoit la permission et un soutien économique pour les publier dans le Novus Atlas Daniæ dont un seul volume paraît. Un certain nombre d'œuvres de Johan Jacob Bruun sont conservées, notamment au château de Rosenborg, au château de Frederiksborg, au Øregård Museum et au musée de Copenhague.
Parmi ses œuvres connues figurent les portraits du roi Christian VI et de la reine consort Sophie-Madeleine (1737, château de Rosenborg, d'après Johann Salomon Wahl), de Poul Løvenørn (d'après A. Brünniche) et de Niels Trolle (1741, château de Frederiksborg), d'Ove Gjedde et d'Oluf Parsberg (1741, tous deux au château de Ledreborg).
Vers la fin de sa vie, il devient aveugle et meurt en 1789 à Hillerød.

## Galerie

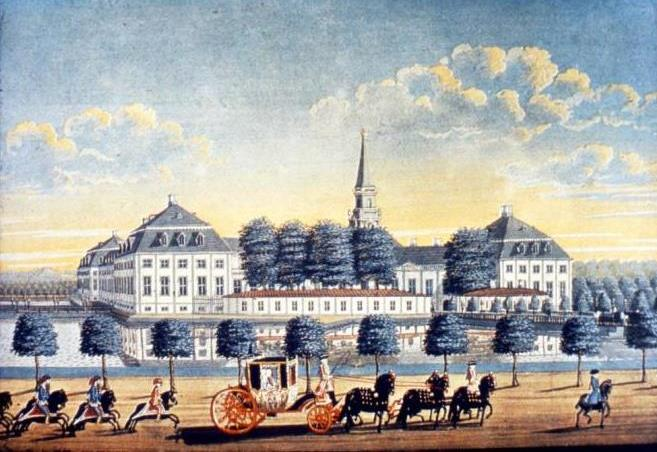
Hirschholm Palace(1739)
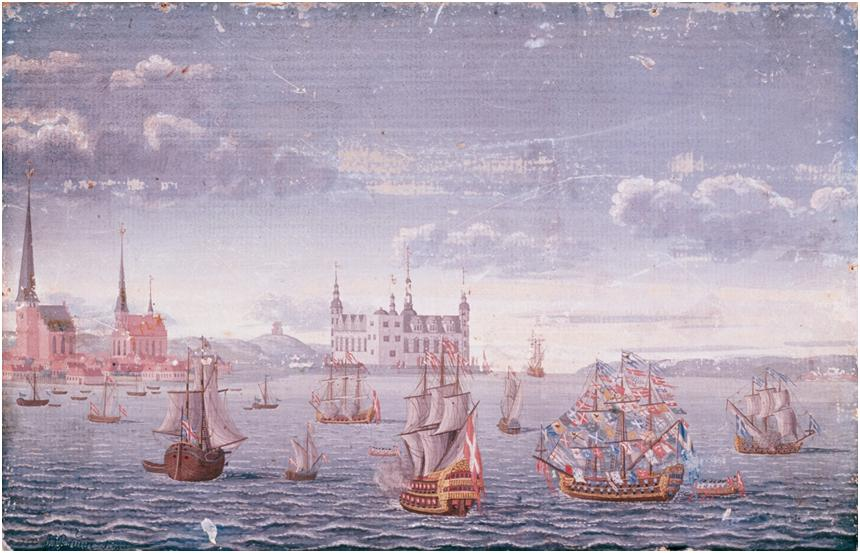
Kronborg Castle (1739)
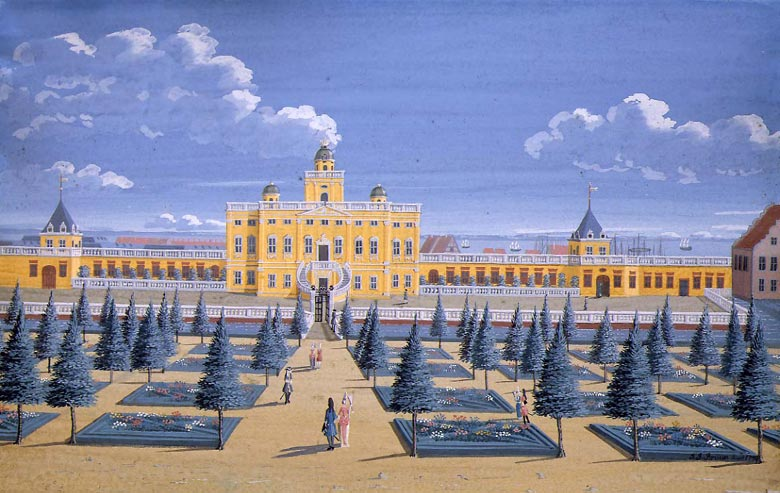
Sophie Amalienborg, Copenhagen (1740)
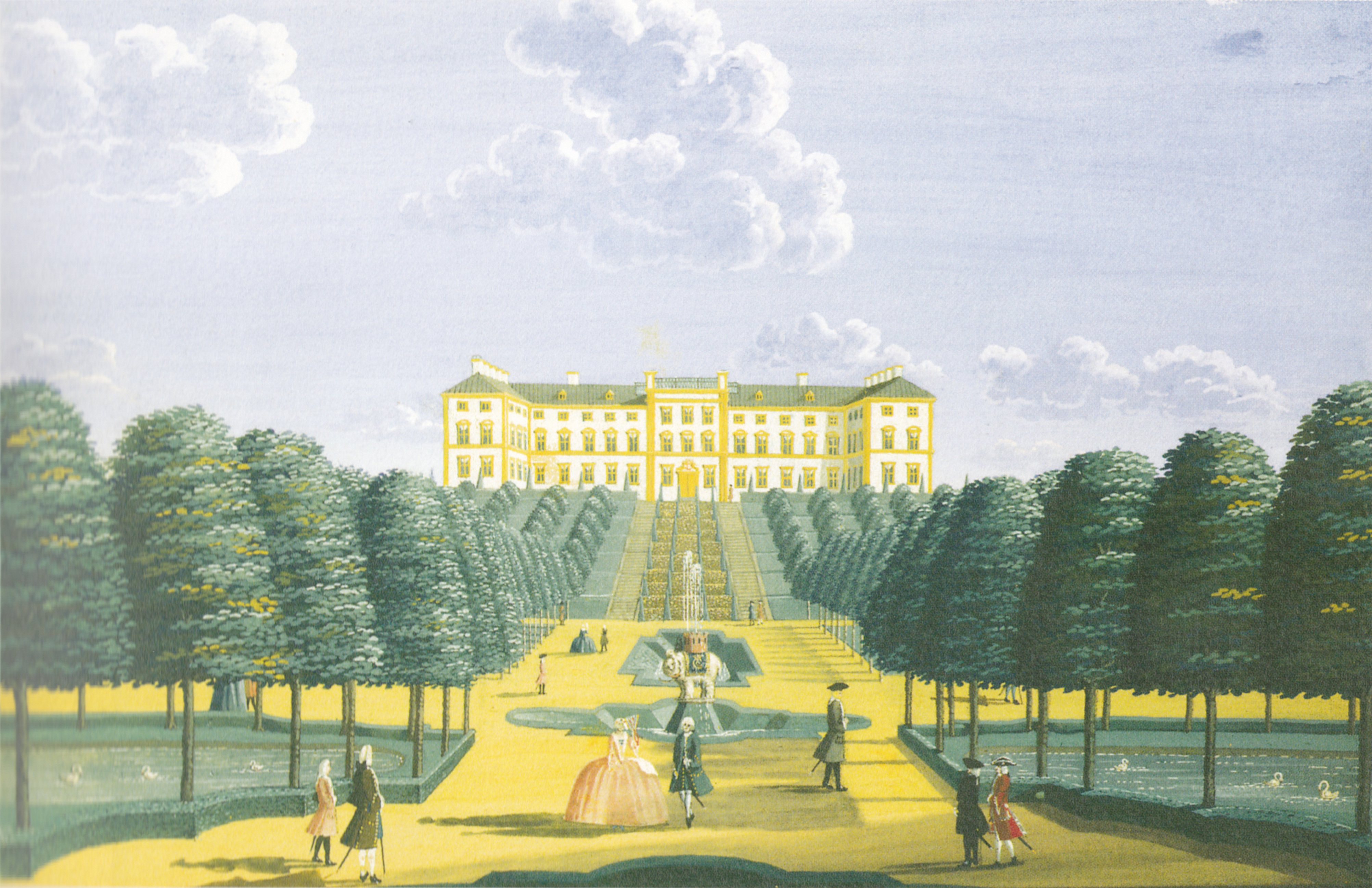
Frederiksberg Palace (1740)